# (8469) 1981 TZ
(8469) 1981 TZ (1981 TZ, 1990 JD1, 1995 YD24) — астероїд головного поясу, відкритий 5 жовтня 1981 року.
Тіссеранів параметр щодо Юпітера — 3,287.